# El Vedado
El Vedado es el nombre por el cual se le conoce a la "Zona comercial" de la ciudad de La Habana cuya construcción se inició a mediados del siglo XIX y alcanzó su máximo esplendor en la primera mitad del siglo XX. En la actualidad forma parte del municipio plaza de la Revolución.
Se trata de la zona más ostentosa de la ciudad, rodeada de impresionantes hoteles de lujo, casas señoriales y siendo un gran “fuerte” comercial y económico para la ciudad.
Es el centro político y administrativo de la capital de Cuba, en sus inmediaciones están las sedes de numerosos ministerios estatales y oficinas de compañías extranjeras que tienen relaciones con el país. En cuanto a actividades culturales es solo comparable con La Habana Vieja, con numerosas galerías de arte y museos.

## Historia
Diente de perro (calcita) y cerrada manigua (espesura de hierbas y arbustos tropicales) constituían la franja costera extramuros, que bordeaba el litoral habanero colonial, desde el Torreón de San Lázaro hasta la embocadura de La Chorrera, donde hoy termina el malecón y comienza el túnel de la Quinta Avenida hacia Miramar. 
La defensa de la ciudad y sus pobladores frente a los ataques de piratas y corsarios, en esta época crucial de continuas embestidas provenientes del mar, fue lo que llevó al cabildo habanero a disponer un bando, en el que se prohibía todo tipo de asentamiento, pastoreo y construcción de caminos o veredas que facilitaran el acceso de los saqueadores. La zona del litoral y su elevación colindante se transformaron en el sitio “vedado” de la época, de ahí su nombre. En estos tiempos existía una ciudad intramuros y otra extramuros (que se extendía hasta el cerro y lo que es hoy Vedado), de esta manera se creaba una zona de defensa ante ataques de piratas o fuerzas foráneas.
Según cuentan los documentos del historiador Emilio Roig de Leuchsenring, la creación de la barriada residencial se remonta a comienzos de 1858, con el consentimiento de la parcelación de la estancia El Carmelo. Aquellas tierras pertenecían a los señores Domingo Trigo y Juan Espino, y contaban un total de 105 manzanas. Sin embargo, el lugar alcanzó su apogeo cuando Don Francisco de Frías y Jacob, Conde de Pozos Dulces, su hermano José de Frías y Jacob y sus dos hermanas consiguieron el permiso de fraccionamiento de sus posesiones nombradas justamente El Vedado. La finca figuraba desde la actual calle Paseo hasta la Batería de La Reina, un montículo de tierra ubicado en el sitio que hoy ocupa el Hotel Nacional de Cuba. 
Apenas 20 casas conformaban, en 1870, el pequeño poblado que florecía a orillas del mar. Según la costumbre, todas estaban dispuestas a lo largo del camino por donde circulaba el tranvía tirado por caballos. Esta circunstancia hizo que fuera reconocida esta vía, desde entonces, como calle Línea. El añejo medio de locomoción fue sustituido por la notoria «cucaracha», el primer automóvil de pasajeros de tracción no animal que tuvo la villa. El recorrido nacía donde convergen las esquinas del paseo del Prado y la calle San Lázaro, en el mismo lugar donde se asentaba el café El Tiburón. El itinerario unía la parcelación de El Vedado con el centro de La Habana y al regreso llegaba hasta El Carmelo. En 1900, la maquinita de vapor, le daba paso al tranvía eléctrico.

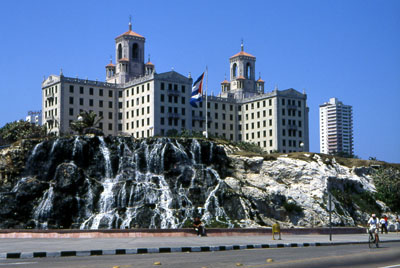
El Hotel Nacional, inaugurado en 1930.

### Colonia
El ingeniero Luis Iboleón Bosque fue el urbanista de El Carmelo y también de El Vedado, se concibieron desde un inicio manzanas que tendrían cien metros por cada lado, a excepción de las limitadas por las calles C y D, que solo tendrían 80, y las localizadas entre D y E, de 120 metros. Esto se debió a fuertes presiones de una fábrica de ladrillos que existía en lo que sería la manzana de las calles D y E. La barriada contaría con dos avenidas transversales bellamente arboladas: la calle G, que luego sería Avenida de los Presidentes y Paseo o Avenida de los Alcaldes.
La trama vial se trazó para facilitar el paso de los vientos alisios. Este proyecto incluía además numerosos parques y parterres arbolados, y el jardín debía formar parte de la vivienda con carácter obligatorio. Se introdujo por primera vez en el país el uso racional de letras y números para las calles.

### República

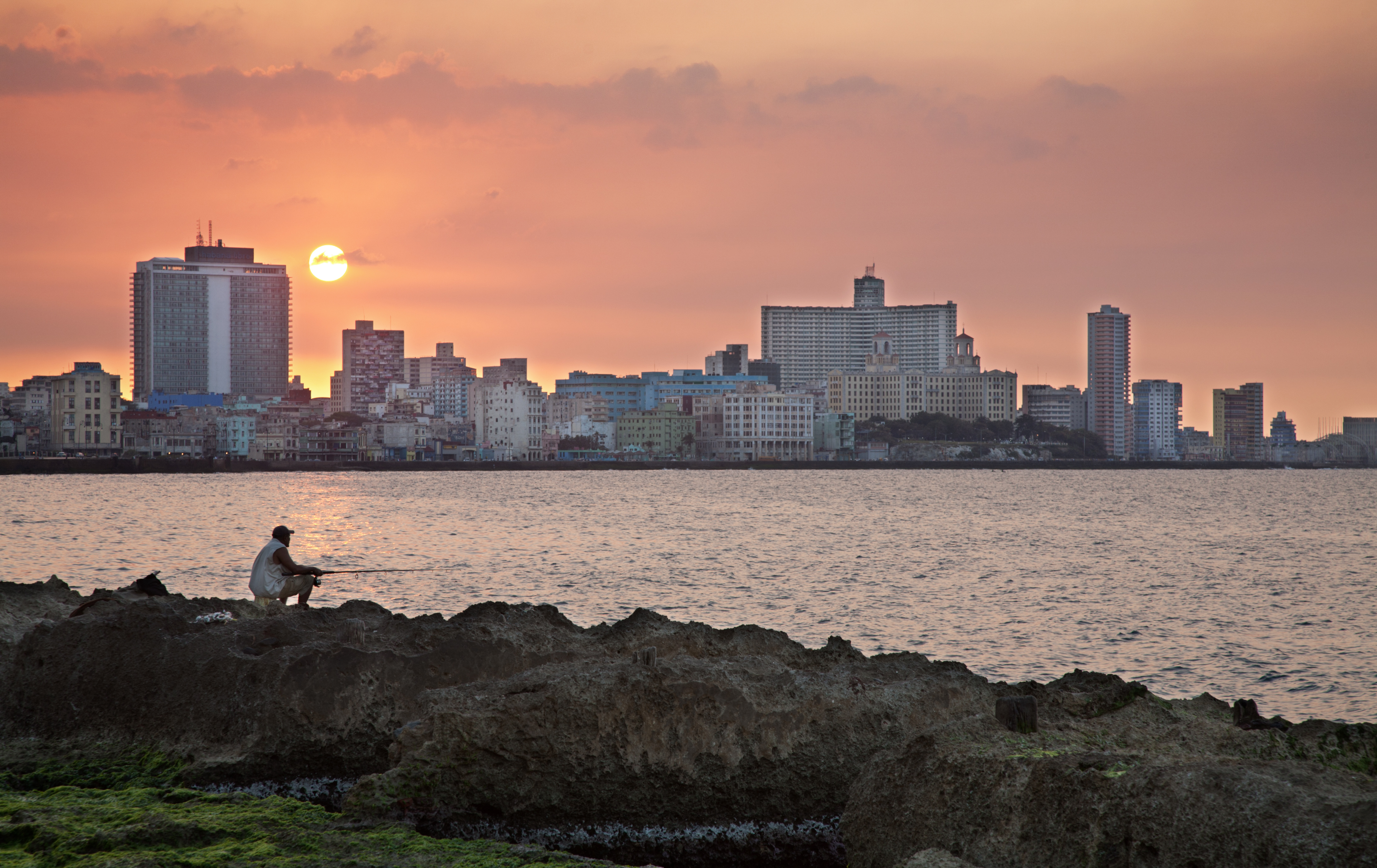
Atardecer en La Habana en el Malecón, en el fondo se divisa el Hotel Nacional en El Vedado.

A comienzos de la República, en 1902, El Vedado contaba con 1162 viviendas y unos 10 000 habitantes, según datos recopilados durante el censo realizado por los intervencionistas estadounidenses en 1899. 
Por aquellos años El Vedado progresó de manera excepcional, cuando algunos jefes mambises decidieron utilizar su paga en la construcción de dignas viviendas, donde encauzar sus derroteros en la posguerra. También se asentaron en el lugar los llamados “nuevos ricos”, cuyas fortunas provenían de disímiles “negocios” con el Gobierno y las relaciones con el nuevo y poderoso socio comercial, los Estados Unidos. 
La popular esquina de 12 y 23, guarda la portada principal del camposanto habanero, que más tarde cedería su jerarquía a otro célebre recodo capitalino, L y 23 que a finales de los años 40 descolló como lugar de citas y encuentros de artistas, músicos e intelectuales. Sin embargo, a partir de la década de 1930 las personas más ricas se comenzaron a mudar aún más al oeste hacia Miramar y el Country Club, dejando El Vedado para las clases medias. Esto fue aprovechado por grandes compañías inmobiliarias cubanas y extranjeras para comenzar a levantar numerosos edificios altos de entre 20 y 30 pisos, como el Edificio Focsa, el Habana Libre o el Someillán, conjuntamente con varios casinos como el Sans Souci o el Riviera. De esta etapa sobresale arquitectónicamente el Hotel Nacional de Cuba, construido a comienzos de los años 30, uno de los más conocidos del mundo.

### Revolución
Con el triunfo de Revolución cubana las casas de las personas que salieron del país fueron confiscadas y transformadas en escuelas y oficinas de ministerios, instituciones y empresas gubernamentales. Otras casas fueron donadas por el nuevo gobierno a sus funcionarios, a los militares y miembros de la Policía Política. 
Después de la Ley de Reforma Urbana la construcción de viviendas se paralizó casi por completo durante más de cuatro décadas y comenzó el hacinamiento de las familias en las casas existentes. Entre la escasa actividad constructiva del Periodo revolucionario destacan Coppelia, la heladería más famosa de Cuba y varios restaurantes como El Cochinito o El Mandarín. Luego del colapso de la URSS en la zona aledaña al Malecón habanero, se construyeron algunos altos edificios y hoteles como el Atlantic.

## Características
Considerado un modelo de desarrollo urbano, se caracterizó por la combinación armoniosa de calles y avenidas pobladas de árboles, portales y casas señoriales de los más variados estilos, predominando el ecléctico. Su evolución posterior lo llevó a combinar edificios, cines, restaurantes, escuelas, instituciones públicas que fueron completando su trama urbana pero sin perder el encanto de sus paseos y calles arboladas en las que siguen presentes las monumentales residencias de épocas pasadas, cuyo número posiblemente no existe en ninguna otra urbe de Cuba. 
Hoy día es redescubierto por arquitectos y urbanistas del mundo entero que admiran su belleza y elegancia. Una de sus casas, en E y 19, fue la residencia de Dulce María Loynaz. Se destaca también, la residencia de estilo art déco propio de un palacete florentino, que otrora fuera la casa de Catalina Laza y Juan Pedro Baró.
Las Avenidas Paseo (antiguamente llamada avenida de los Alcaldes) y de los Presidentes (o también calle G) son dos de las arterias más famosas del barrio que avanzan desde el centro político de la ciudad hacia el malecón.

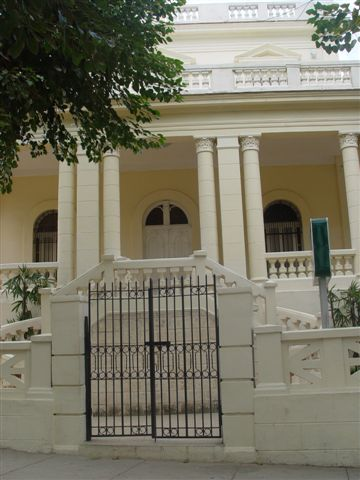
Una mansión en El Vedado.

La apertura del Cementerio de Colón en 1871, constituye uno de los hitos clave en el desarrollo de la arquitectura urbana dentro de la zona. Su significación trasciende hasta nuestros días como uno de los cementerios, en uso, más hermosos e importantes de América Latina y el mundo, el cual constituye un Patrimonio Cultural de la nación cubana por ser el segundo cementerio más sobresaliente del mundo debido a sus valores esculturales, y el primero de toda América. 
La zona norte del Vedado, bordeando la costa del Estrecho de la Florida, es delimitada por la avenida llamada Malecón, que se extiende hasta la desembocadura del río Almendares, que marca el límite oeste del Vedado con el barrio de Miramar. El Torreón de la Chorrera, una pequeña fortaleza de varios siglos de antigüedad y que formaba parte del conjunto militar de fortificaciones antiguas de la ciudad, se encuentra a orillas de la desembocadura de este río, marcando el límite final oeste del Malecón. 
La Universidad de La Habana, situada en Vedado, es otra de las maravillas arquitectónicas de estilo neoclásico de la ciudad, declarada Monumento Nacional de Cuba.
Otro punto importante del Vedado es La Rampa, nombre que asume la calle 23 desde la esquina de L hacia el norte hasta el Malecón. Es un centro de pulsante vida, con cines, hoteles, restaurantes, la sede de importantes ministerios, agencias publicitarias y turísticas y denominado corazón de la ciudad.
En este barrio también podrás visitar la simbólica heladería Coppelia, caracterizada por tener los mejores helados de la ciudad.
El parque Metropolitano, está en el extremo oeste del barrio siendo un sitio de esparcimiento y recreación.
En el Vedado está también la plaza de la Revolución, antigua plaza Cívica, con el monumento erigido para conmemorar el centenario del nacimiento del apóstol cubano, José Martí. Esta plaza se ha convertido en centro de manifestaciones políticas y actividades culturales. Incluye además edificios como la sede de la Biblioteca Nacional, el Palacio de la Revolución (sede el gobierno), el Teatro Nacional, etc.
También conocida es la zona llamada Nuevo Vedado, con construcciones aún más modernas, donde predominan casas de familia de estilo modernista, y que surgió como prolongación del Vedado tradicional, principalmente en los años 50 del siglo XX. Posteriormente se usó para la construcción de edificios de doce y dieciocho plantas para solucionar el problema de la vivienda en las décadas de los setenta y los ochenta.